# Ferai

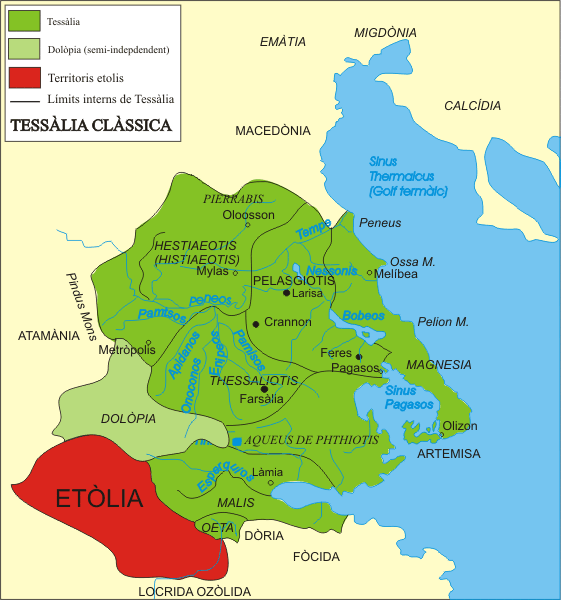
Karta över antikens Thessalien med Ferai utmärkt

Ferai (grekiska Φεραί, latin Pherae) var under antiken en stad i det grekiska landskapet Thessalien. Den var i sagorna berömd såsom Admetos och Alkestis härskarsäte. Ferai fick historisk betydelse huvudsakligen genom det välde, som där grundades av Jason omkring 378 f.Kr. och för en kort tid utsträcktes över hela Thessalien.